# Jean Lepoutre
Jean Louis Lepoutre (Neerwaasten, 24 juni 1839 - Elsene, 10 juni 1894) was een Belgisch volksvertegenwoordiger.

## Levensloop
Lepoutre was een zoon van de linnenappreteur en graanhandelaar Louis Lepoutre en van Amélie Verstraete. Hij trouwde met Eugénie Huret.
Hij promoveerde tot doctor in de rechten (1864) aan de ULB en vestigde zich als advocaat in Brussel.
Van 1880 tot 1892 was hij provincieraadslid voor Brabant. In 1892 volgde hij Léon Somzée op en werd liberaal volksvertegenwoordiger voor het arrondissement Brussel, een mandaat dat hij vervulde tot aan zijn dood, twee jaar later.